# 카고 (2017년 오스트레일리아 영화)
《카고》(Cargo)는 벤 하울링과 욜런더 람크가 연출을 맡은 2017년 오스트레일리아의 포스트아포칼립스 스릴러 영화이며, 이들이 만든 2013년의 동명의 단편 영화를 바탕으로 람크가 각본을 썼다. 마틴 프리먼, 앤서니 헤이스, 캐런 피스토리어스등이 출연했다. 2017년 10월 6일 애들레이드 영화제에서 처음 선보였고, 넷플릭스를 통해 2018년 5월 18일 전세계에 공개되었다.

## 출연
- 마틴 프리먼 - 앤디 로즈
- 앤서니 헤이스 - 빅 카터
- 캐런 피스토리어스 - 로레인 캐시디
- 데이비드 걸필리 - 다쿠 - 척척박사
- 수지 포터 - 케이 케인
- 크리스 메퀘이드 - 에타
- 브루스 R. 카터 (Bruce R. Carter) - 윌리
- 내터샤 완가닌 (Natasha Wanganeen) - 조시
- 사이먼 랜더 (Simone Landers) - 투미